# Lago Sompunt
Il lago Sompunt (Lech da Sompunt in ladino) è un bacino d'acqua situato nelle Dolomiti nei pressi di La Villa in provincia di Bolzano, nel Trentino-Alto Adige. 
Il lago si trova a 1460 m s.l.m. e a sud-ovest del Sasso di Santa Croce.

## Geografia
Si presenta come un piccolo bacino lacustre, di scarsa estensione e profondità circondato da un bosco di conifere. È costeggiato da un sentiero di terra battuta.

## Fauna
All'interno del bacino sono presenti alcuni pesci, tra cui trote e trote salmonate. Vi sono anche dei cigni.

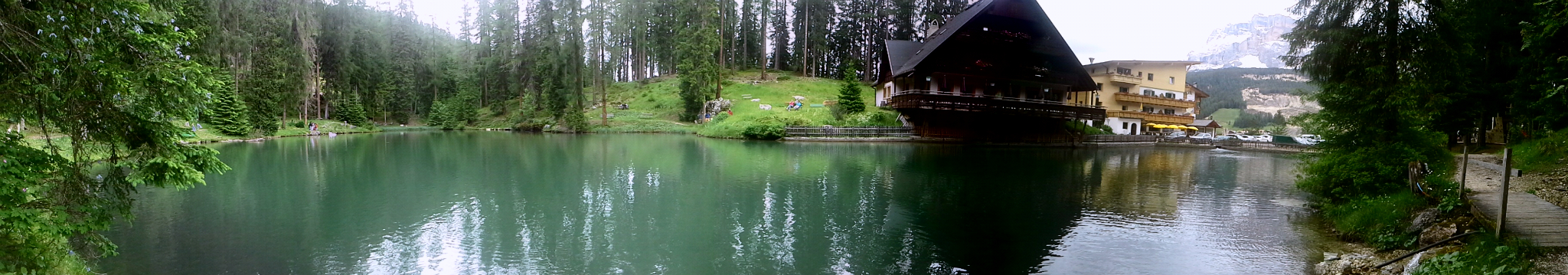
Vista del lago